# Colonia del Sacramento
Colonia del Sacramento (pogovorno Colonia; portugalsko Colónia do Sacramento, v Braziliji Colônia do Sacramento) je mesto na jugozahodu Urugvaja. Leži ob reki Río de la Plata nasproti Buenos Airesa (od njega je oddaljena okoli 50 km) in okoli 177 km zahodno od Montevidea. Na popisu leta 2004 so našteli 21.714 prebivalcev. Mesto je znano po burni zgodovini predvsem v prvem stoletju obstoja, ko je predstavljalo nenehen kamen spotike v odnosih med kolonialnima Portugalsko in Španijo.

## Zgodovina
Konec leta 1679 je guverner Ria de Janeira Manuel Lobo po ukazu portugalskega kralja Pedra II., ki si je prizadeval razširiti meje portugalskega imperija, odplul iz Santosa in januarja 1680 priplul do bregov reke Río de la Plata in na polotoku z gričevnatim zaledjem pričel graditi utrdbo in cerkev Sv. zakramenta. 22. januarja je formalno ustanovil naselbino Colônia do Santíssimo Sacramento, ki je tako za Villo Soriano druga najstarejša evropska naselbina na ozemlju današnjega Urugvaja. Guverner Buenos Airesa José de Garro je v tem hitro spoznal nevarnost in naselje še istega leta v noči med 7. in 8. avgustom zasedel in uničil, vendar ga je moral ob sklenitvi sporazuma med obema kronama 7. maja naslednje leto vrniti Portugalcem. Ti so se 23. januarja 1683 vrnili, ponovno ustanovili naselje Nova Colônia do Sacramento in zgradili trdnajvo sv. Gabrijela. Ko je izbruhnila španska nasledstvena vojna, so Španci pod poveljstvom Alonsa de Valdésa Inclánna leta 1705 mesto znova zasedli in porušili. Po sklenitvi utrechtskega miru pa so ga bili leta 6. februarja 1715 znova prisiljeni prepustiti Portugalcem. Ti so mesto obnovili in postalo je trgovsko središče, ki se je cvetelo predvsem po zaslugi tihotapljenja. Španci so to grožnjo poskušali omejiti z ustanovitvijo Montevidea (leta 1724), 3. oktobra 1735 so po nekem diplomatskem incidentu v Madridu mesto znova zasedli do 2. septembra 1737. 
Leta 1750 so se pričela prva pogajanja, da bi se Portugalska odpovedala Coloni v zameno za 7 jezuitskih redukcij na ozemlju današnje brazilske zvezne države Rio Grande do Sul. Zaradi nesoglasij glede natančne razmejitve in izbruha gvaranske vojne, zatem pa še zaostritev odnosov med državama ob izbruhu sedemletne vojne. 30. oktobra 1762 so Španci pod poveljstvom Pedra de Cevallosa spet zasedli mesto in ga zapustili po podpisu pariškega miru 13. januarja 1763. Dokončen preobrat je nastopil 1. oktobra 1777 s podpisom sporazuma v San Ildefonsu. Takrat se je Portugalska v zameno za Rio Grande do Sul dokončno odpovedala Colonii, ki je bila vključena v leto prej ustanovljeno Podkraljestvo Río de la Plata.
S tem osvajanj še ni bilo konec. Leta 1807 so mesto v okviru Napoleonovih vojn za kratek čas zasedli Britanci, leta 1811 je postalo del osvobojenega ozemlja pod nadzorom generala Artigasa, leta 1822 pa ga je skupaj s preostalim Urugvajem še zadnjič zasedla Portugalska. Leta 1825 je postalo del Brazilije in leta 1828 končno del neodvisnega Urugvaja.
Leta 1995 so zgodovinsko mestno jedro vpisali na UNESCOv seznam svetovne dediščine. Danes je priljubljena izletniška točka iz Buenos Airesa.